# لاتيرا
لاتيرا هي بلدة صغيرة تقع في مقاطعة فيتيربو ، لاتسيو، وسط إيطاليا. تقع بالقرب من بحيرة بولسينا وبحيرة ميزانو، وهو مهم للنشاط البركاني تحت الأرض بالقرب من وسط المدينة. يحتوي على صخرة صغيرة مع قصر من العصور الوسطى لعائلة فارنيزي، وتحيط به منازل حجرية من العصور الوسطى.

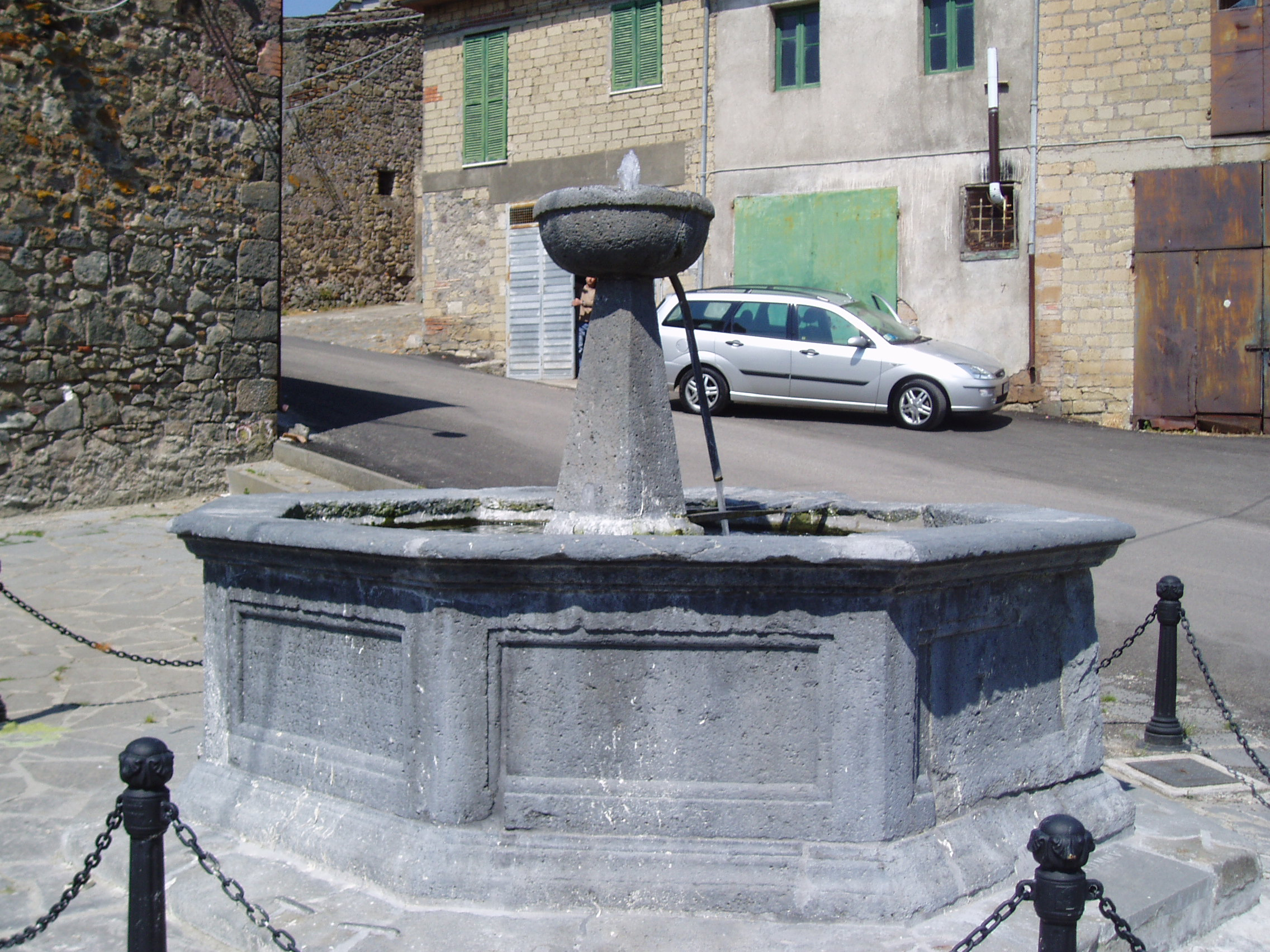
النافورة الدوقية (نافورة الجسر)، القرن السابع عشر.

## تاريخ
تُعرف مدينة لاتيرا وقلعتها بوثائق تعود إلى بداية القرن الثاني عشر تقريبًا. بدأت ارتباطها طويل الأمد مع عائلة فارنيز في عام 1408 ، عندما تنازل البابا غريغوري الثاني عشر عن مدينة رانوتشيو فارنيزي، مما خلق دوقية مستقلة عن مدينة كاسترو المجاورة. حكم فرنسا على لاتيرا حتى عام 1650.

## المعالم السياحية الرئيسية
- قصر رانوتشيو فارنيزي
- النوافير الثلاثة
- متحف الأرض افتتح عام 1999